# Spilosoma taiwanensis
Spilosoma taiwanensis är en fjärilsart som beskrevs av Matsumura 1927. Spilosoma taiwanensis ingår i släktet Spilosoma och familjen björnspinnare. Inga underarter finns listade i Catalogue of Life.